# EpistemeLinks
EpistemeLinks（エピステーメーリンクス）は、哲学に関するオンライン・リンクを1万9000点以上集めている総合リンクサイト。1997年より継続して公開されている長寿サイト。リンク先のコンテンツは種々の百科事典を皮切りに、書籍の販売ページや研究者の個人サイト、およびラジオやインタビュー動画にいたるまで、幅広く抑えている。サイトの仕様がやや独特であるため、使い方を解説したFlash動画が用意されている。初めて訪れるユーザーはこの15分ほどの動画でまず使い方の概略を学ぶと良い（→ 要FlashPlayer）。
2008年よりサイトのリニューアル準備が行われている。そのためサイトの更新は停止中。